# Poble Nou (barri de València)
El Poble Nou és una pedania de la Ciutat de València que pertany al districte dels Poblats del Nord. Limita a l'oest amb Burjassot, al nord amb Borbotó i Carpesa i al sud amb València. La seua població censada el 2009 era de 1.023 habitants (Institut Nacional d'Estadística d'Espanya).
És difícil definir el nucli urbà, ja que la pedania consistix en una sèrie de cases baixes alineades a la vora del Camí de Montcada, i els seus voltants estan compostos per horta. Així doncs, la població es distribuïx entre eixa línia d'edificacions i les alqueries disperses entre els cultius.

## Història
El nucli de Poble Nou es troba al voltant de l'església de Sant Bernat, al sud de la població. A partir d'eixe punt va anar estenent-se cap al nord en direcció a Borbotó al llarg del camí de Montcada. A començaments del segle xx va passar a ser pedania de València, com les altres localitats del districte.

## Demografia
La població de Poble Nou, que va créixer molt des de principis del segle xx, va començar una tendència a la baixa ja en la dècada de 1960 que continua apreciant-se als últims censos.
| Població | 1.706 | 1.563 | 1.407 | 1.238 | 1.408 | 1.512 | 1.023 |

## Política
Poble Nou depén de l'Ajuntament de València i se'l considera un barri del districte de Poblats del Nord. Tanmateix, atesa la seua condició de poblament rural, compta, d'acord amb les lleis estatals i autonòmiques pertinents, amb un alcalde de barri que s'encarrega de vetlar pel bon funcionament del barri i de les relacions cíviques, firmar informes administratius i elevar a l'ajuntament de la ciutat les propostes, suggeriments, denúncies i reclamacions dels veïns.

## Patrimoni
- Església de Sant Bernat Màrtir: Està situada al sud de la població, en l'accés des de València, i té a l'entorn un xicotet parc.[3] El temple es va inaugurar el 16 d'octubre de 1951 i es caracteritza per la sobrietat i la senzillesa del seu conjunt. Compta amb dos cossos: el temple amb els seus annexos i el de l'espadanya amb campanes. Té una sola nau de planta rectangular i volta de canó apuntat.[6]
- Molí Blanc: Es tracta d'un antic molí totalment pintat de blanc.[7]

### Alqueries
Dins dels límits de Poble Nou es troben nombroses alqueries, algunes d'elles anteriors al segle xvii. Destaca l'alqueria del Pi, del segle xvi, propietat primer del comte de Pino Hermoso i més tard del de Montornés. En l'actualitat està reformada i s'usa com a saló de celebracions. Són també d'interés l'alqueria de Falcó, anterior a 1698; l'alqueria Fonda i l'alqueria de Tallaròs, anterior a 1689.

## Serveis públics
La pedania compta amb un Centre d'Activitats per a persones majors, que oferix activitats socioculturals, de manteniment físic i diversos tallers i cursos.